# Вулиця Академіка Кучера
Ву́лиця Академіка Романа Кучера — вулиця у Шевченківському районі міста Львова, в місцевості Клепарів. Сполучає вулиці Шолом-Алейхема та Клепарівську, утворюючи перехрестя з вулицею Леонтовича.

## Назва
Від 1898 року вулиця мала назву Яховича, на честь польського поета-байкаря Станіслава Яховича, від липня 1944 до 1950 року — вулиця Новикова, на честь російського письменника та видавця Миколи Новикова, у 1950—1993 роках — 16 Квітня, на згадку про день розстрілу польської поліцією похоронної процесії безробітного Владислава Козака 16 квітня 1936 року. Сучасна назва — вулиця Академіка Романа Кучера, на пошану українського хіміка, академіка АН УРСР, львів'янина Романа Кучера. 

## Забудова
В архітектурному ансамблі вулиці Академіка Романа Кучера переважають класицизм та віденська сецесія. Декілька будинків внесено до Реєстру пам'яток архітектури місцевого значення.

### Будинки
№ 3, 5 — двоповерхові колишні будинки казарми поліції та міського комісаріату поліції № 3, споруджені у 1903 році за проєктом архітектора Артура Шлеєна. У міжвоєнний період та під час німецької і радянської окупації тут містилася в'язниця. На фасаді будинку у 1999 році встановлено бронзову меморіальну таблицю (автори — скульптор Любомир Яремчук, архітектор Василь Каменщик), яка сповіщає, що в цьому будинку в камері № 7 польської в'язниці 12 лютого 1924 року поліція закатувала Ольгу Басараб, активну учасницю Січового Стрілецтва та Української військової організації. Крім того тут від повоєнних часів містився 1-й районний відділ міліції, нині — Шевченківський відділ поліції ГУНП України у Львівській області.
№ 4 — триповерховий житловий будинок, внесений до Реєстру пам'яток архітектури місцевого значення під охоронним № 1608-м.
№ 6 — триповерховий житловий будинок. Тут містилася панчішна фабрика Шайндля та торгівля хмелем Зиґмунта Раппапорта, за радянських часів — опорний пункт правопорядку. Будинок внесений до Реєстру пам'яток архітектури місцевого значення під охоронним № 2131-м.
№ 8 — триповерховий житловий будинок. У міжвоєнний період в будинку містилася пекарня Раґлера. Тут містився відділ житлового господарства ЛКП «Добробут-401».
N° 10 -двоповерховий житловий будинок,де у міжвоєнний період знаходилась конюшня.Сучасний будинок-без сучасних вигод.
N° 12 -двоповерховий житловий будинок,без сучасних вигод.[джерело?]
№ 13 — чотириповерховий житловий будинок (колишня адреса — вул. Яховича, 11а). У міжвоєнний період в будинку містилася лабораторія для проведення медичних експертиз, якою завідували лікарі-бактеріологи доктори медицини Іда Бегляйтер та Вільгельм Штюц. Будинок внесений до Реєстру пам'яток архітектури місцевого значення під охоронним № 925-м.
№ 15 — чотириповерховий житловий будинок, внесений до Реєстру пам'яток архітектури місцевого значення під охоронними № 926-м.
№ 24 — триповерховий житловий будинок. До 2013 року в будинку мешкав український науковець, історик, кандидат історичних наук, директор Науково-дослідний центр історії національно-визвольних змагань України Ярослав Лялька.